# Louis-Marie Fouquet de Belle-Isle
Pour les articles homonymes, voir Belle-Île et Fouquet.
Louis-Marie Fouquet de Belle-Isle né à Metz le 27 mars 1732 et décédé en 1758, comte de Gisors, est un militaire français du XVIIIe siècle. Colonel d'infanterie, il fut nommé gouverneur de Metz et du pays Messin en 1756.

## Biographie
Louis-Marie Fouquet de Belle-Isle naît à Metz le 27 mars 1732. Fils du maréchal Charles Louis Auguste Fouquet de Belle-Isle et de Marie-Casimire-Thérèse-Geneviève-Emmanuelle de Béthune, son avenir est assuré. Il est reçu de minorité dans l'ordre de Saint-Jean de Jérusalem, au grand prieuré de la langue de France mais ne prononcera pas ses vœux ce qui lui permettra de se marier en 1756. Comte de Gisors à l'âge de 7 ans, le jeune Belle-Isle est nommé colonel du régiment Royal-Barrois le 1er novembre 1745, puis le 1er février 1749, Louis-Marie Fouquet est nommé colonel du régiment de Champagne. 
Louis-Marie Fouquet de Belle-Isle est nommé gouverneur de Metz et du pays messin en 1756, après la mort de son oncle, lieutenant général au gouvernement de Lorraine, et après désistement de son père.  
Il épouse en mai 1753 Hélène Julie Rosalie Mancini-Mazarin (1740-1780), fille aînée du duc de Nivernais et nièce par sa mère du comte de Maurepas.  
Louis-Marie Fouquet fait ses premières armes pendant la Guerre de Sept Ans dans le comté de Nice, où il se distingue, puis à la Bataille de Hastenbeck. Promu mestre de camp, colonel, en 1758, Louis-Marie Fouquet de Belle-Isle commande le régiment Royal-Carabiniers à la bataille de Krefeld, lorsqu'il est mortellement blessé, lors d'une charge. Il meurt à Nuys peu après. Le comte de Gisors, qui n'avait que 26 ans, est loué par la Gazette de France. Son oraison funèbre est solennellement prononcée à la cathédrale Saint-Étienne de Metz, le 9 août 1758. 
Hommage posthume de la place forte de Metz au « Marcellus messin », la « lunette de la cheneau » sera baptisée en son honneur fort Gisors.
Certains écrits mentionnent le remariage de sa veuve, la comtesse de Gisors, en 1759 au prince Camille de Lorraine ; mais l’annonce de son décès dans le Journal de Paris n’en fait aucune mention.